# Michael Sloutsker
Michael Sloutsker, född 9 april 1946 i dåvarande Leningrad, judisk-tjeckisk konstnär. Utbildad vid Leningrads konsthögskola. Han har deltagit i många internationella utställningar. Han målar i huvudsak i olja porträtt, stilleben och landskap.